# Physostigma
Physostigma és un gènere de planta de flors amb cinc espècies pertanyent a la família Fabaceae.

## Taxonomia
- Physostigma coriaceum
- Physostigma cylindrospermum
- Physostigma laxius
- Physostigma mesoponticum
- Physostigma venenosum